# Daichi

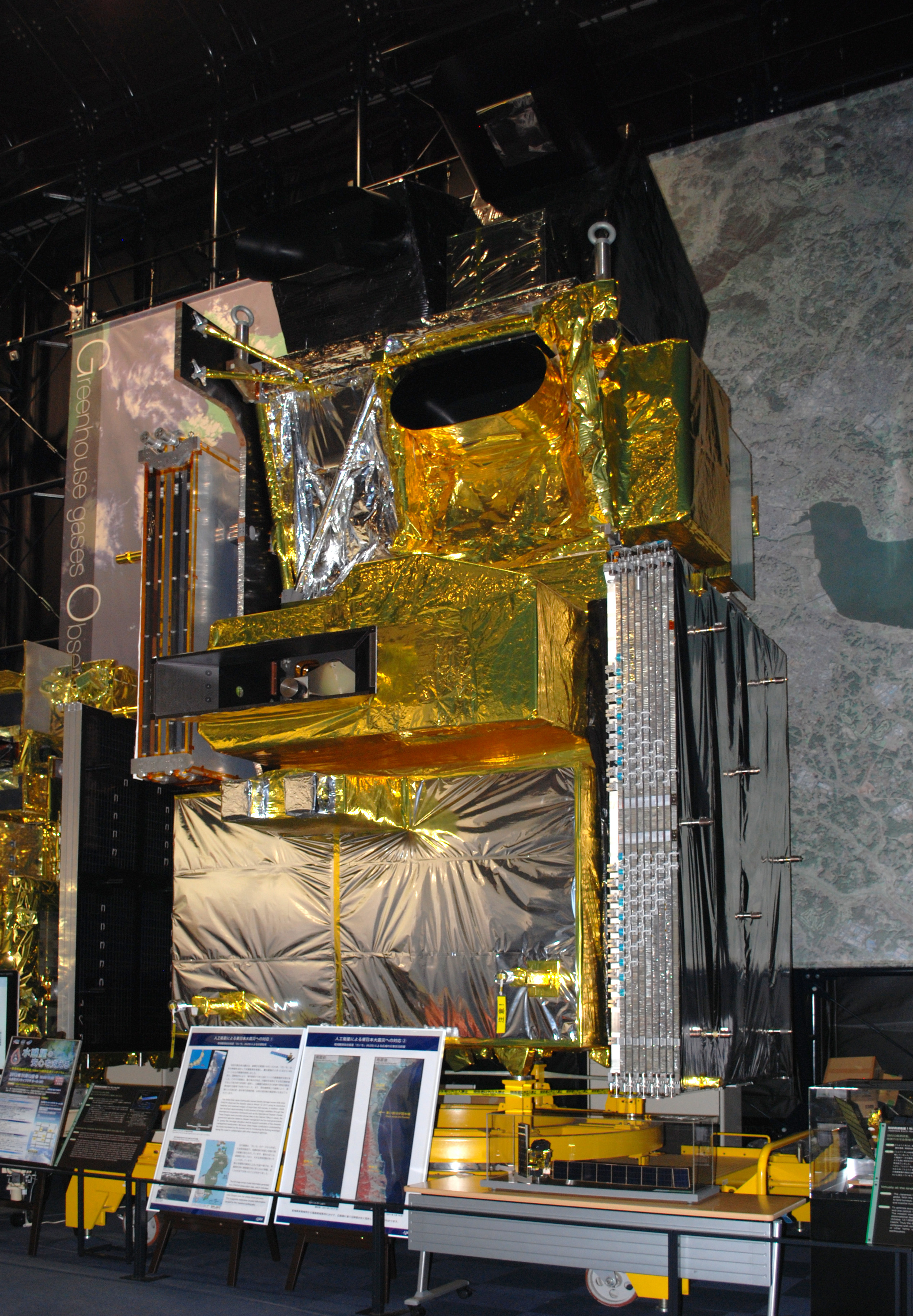
Modelo de ALOS exibido no Museu Nacional de Arte Moderna, Tóquio

Daichi, também conhecido pelo acrônimo ALOS (Advanced Land Observing Satellite) foi um satélite artificial japonês lançado no dia 24 de janeiro de 2006 por um foguete H-IIA a partir do Centro Espacial de Tanegashima.

## Características
O Daichi foi dedicado à observação e cartografia terrestre e à busca de recursos naturais. Funcionou até 22 de abril de 2011, quando perdeu energia, dando por finalizada a missão.

## Instrumentos
O satélite levava três instrumentos a bordo:
- PRISM (Panchromatic Remote-sensing Instrument for Stereo Mapping): câmara pancromática para mapeamento com uma resolução de 2,5 metros.
- AVNIR-2 (Advanced Visible and Near Infrared Radiometer tipo 2): radiômetro para observação da Terra com uma resolução de 10 metros.
- PALSAR (Phased Array type L-band Synthetic Aperture Radar): radar de abertura sintética para observação terrestre diurna e noturna.